# Nicolas Catinat
Nicolas Catinat, francoski maršal, * 1. september 1637, Pariz, † 22. februar 1712, Saint-Gratien.